# Maria Skleraina

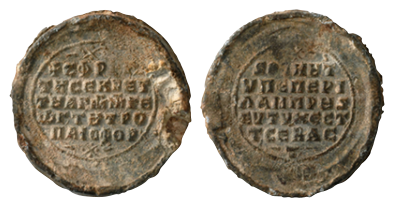
Pieczęć Marii Sklerainy

Maria Skleraina (grec. Μαρία Σκληρός, łac. Maria Scleraena; zm. przed 969) – bizantyńska arystokratka.

## Życiorys
Pochodziła z małoazjatyckiego rodu pochodzenia armeńskiego. Jej bratem był Bardas Skleros. Była pierwszą żoną wodza Jana I Tzimiskesa (późniejszego cesarza w okresie 969-976). 